# كأس ألبانيا 2009–10
كأس ألبانيا 2009–10 (بالألبانية: Kupa e Shqipërisë 2009-10‏) هو الموسم 58 من كأس ألبانيا. أقيم خلال الفترة 23 سبتمبر 2009 وحتى 9 مايو 2010، وأشرف على تنظيمه اتحاد ألبانيا لكرة القدم، وفاز فيه KF Besa Kavajë ‏.